# Купіль (геральдика)

Хрестильна купіль у гербі Обертауфкірхена

Купіль для хрещення, столик для хрещення або купіль для хрещення — поширена фігура в геральдиці, але не часто в гербах.
На геральдично можливих гербах переважно зображується масивна чаша з металу, дерева або каменю, що спирається на вузьке підніжжя.
Купіль у геральдиці часто символізує:
- Хрещення — один із семи християнських таїнств, який символізує очищення від гріхів і народження заново в Христі.
- Церкву — купіль є одним з основних символів християнства, і її використання в геральдиці може символізувати приналежність до Церкви.

Купіль може бути в гербі або полі з іншими геральдичними фігурами. В описі герба слід зазначити особливі форми та прикраси.
Геральдична фігура також підходить для промовистого герба. Прикладом є австрійська громада Тауфкірхен-ан-дер-Прам.